# 西奧馬基 (赫梅利尼克區)
49°36′35″N 28°10′45″E / 49.60972°N 28.17917°E
西奧馬基（烏克蘭語：Сьомаки），是烏克蘭的村落，位於該國西南部文尼察州，由赫梅利尼克區負責管轄，始建於1710年，面積1.9平方公里，海拔高度284米，2001年人口632，人口密度每平方公里332.63人。